# 科羅納
哥路拿（西班牙語：Corona；1981年2月12日—）是一位西班牙足球運動員。在場上的位置是攻擊型中場。他現在效力於西班牙足球甲級聯賽球隊阿爾梅里亞足球俱樂部。他也曾代表西班牙國青隊參賽。